# Slate Range, Alberta
Slate Range är ett berg i Kanada.   Det ligger i provinsen Alberta, i den centrala delen av landet, 3 000 km väster om huvudstaden Ottawa. Toppen på Slate Range är 3 086 meter över havet, eller 898 meter över den omgivande terrängen. Bredden vid basen är 14,3 km.
Terrängen runt Slate Range är bergig söderut, men norrut är den kuperad.Trakten runt Slate Range är nära nog obefolkad, med mindre än två invånare per kvadratkilometer.. Närmaste större samhälle är Lake Louise, 8,0 km sydväst om Slate Range. 
Trakten runt Slate Range består i huvudsak av gräsmarker.